# Diana Caiza
Diana Guadalupe Caiza Telenchana (Ambato, 3 de junio de 1987) es una política, empresaria e ingeniera comercial ecuatoriana. Fue elegida alcaldesa de Ambato en 2023, lo que la convirtió en la primera mujer y la primera persona indígena en alcanzar el cargo en la historia de la ciudad.
Caiza es además defensora de los derechos interculturales y de las mujeres indígenas. Durante sus actividades diarias utiliza trajes autóctonos de su comunidad y habla tanto español como kichwa.

## Biografía
Nació el 3 de junio de 1987 en la comunidad indígena de Chibuleo, perteneciente a la parroquia Juan Benigno Vela del cantón Ambato, provincia de Tungurahua. Realizó sus estudios secundarios en los colegios María Natalia Vaca y Stephen Hawking y los superiores en la Universidad Nacional de Loja, donde obtuvo el título de ingeniera comercial. Posteriormente obtuvo una maestría en Administración de las Organizaciones de la Economía Popular y Solidaria en la Universidad Indoamérica.
De joven asistía a la escuela de lideresas de la organización Dolores Cacuango de Chibuleo. Debido a la muerte temprana de su padre en un accidente automovilístico, empezó a ayudar económicamente a su familia como vendedora informal de ajos y legumbres en plazas de Ambato.

### Inicios en la política
Inició su vida política en 2016, cuando fue designada concejala alterna de Ambato. En las elecciones seccionales de 2019 fue elegida concejala rural de Ambato de la mano del movimiento político Solidariamente, convirtiéndose en la concejala más votada de la contienda. Durante la primera sesión del Concejo Cantonal fue designada vicealcaldesa de la ciudad, con once votos a favor.
Durante su periodo como vicealcaldesa y concejala centró su trabajo en temas relacionados con la inclusión y el desarrollo del cantón, así como en la implementación de la campaña local de educación en línea durante la Pandemia de COVID-19. Debido a su gestión recibió varios premios y reconocimientos, entre ellos la Condecoración Dra. Matilde Hidalgo de Prócel por parte de la Asamblea Nacional del Ecuador y fue nombrada Embajadora de la vida por el Ministerio de Salud Pública.
Caiza fue crítica de la gestión del entonces alcalde, Javier Altamirano, y denunció supuestas irregularidades en procesos de contrataciones y compras municipales. Además participó en las manifestaciones en Ecuador de octubre de 2019 en contra de las políticas económicas nacionales.

### Alcaldesa de Ambato
Para las elecciones seccionales de 2023 se presentó como candidata a la alcaldía de Ambato por el movimiento Pachakutik, centrando los ejes de su campaña en mejoras a la seguridad, planificación y control en el cantón. Caiza finalmente ganó la contienda con el 31.6% de los votos y derrotó al exalcalde Luis Amoroso, quien obtuvo el 29.9%. De este modo, se convirtió en la primera mujer y la primera persona indígna en llegar a la alcaldía en la historia de Ambato. La victoria de Caiza fue calificada como un «hecho histórico» por Alberto Ainaguano, presidente de la Ecuarunari.